# Herman François van Leeuwen
Herman François ('Toek') van Leeuwen (Amsterdam, 26 november 1890 - Laren, 15 januari 1975) was bankier en van 1952 tot 1963 Tweede Kamerlid voor de VVD.